# 小行星175586
小行星175586（175586 Tsou），臨時編號2006 TU106，是一顆位於小行星帶的小行星。由就讀於廣州中山大學的中國天文愛好者葉泉志和台灣國立中央大學鹿林天文台觀測助理林啟生於2006年10月25日發現。
2008年12月12日以鹿林天文台建設時受到許多鄒族和布農族青年幫助運送物資，以及天文台啟用後有四位鄒人在當地任助理，命名為鄒族（Tsou）作為感謝。

## 外部連結
- (175586) Tsou = 2007 YH44 = 2006 TU106--IAU Minor Planet Center （页面存档备份，存于）
- JPL Small-Body Database Browser--175586 Tsou (2006 TU106) （页面存档备份，存于）

| 前一小行星： 小行星175585 | 小行星列表 | 後一小行星： 小行星175587 |